# Charlie Utter
Charles H. Utter (inaczej Colorado Charlie), (ur. 1838 koło Niagara Falls w stanie Nowy Jork, zm. 3 lipca 1915) – jedna z czołowych postaci amerykańskiego Dzikiego Zachodu, najlepiej znany jako przyjaciel i towarzysz Dzikiego Billa Hickoka.

## Młodość
Utter dorastał w stanie Illinois, następnie ruszył na zachód w poszukiwaniu majątku. Był kolejno traperem, zwiadowcą i poszukiwaczem złota w stanie Kolorado w latach sześćdziesiątych XIX wieku. Na początku roku 1876, Utter i jego brat Steve postanowili dołączyć do poszukiwaczy złota, hazardzistów i prostytutek, ciągnących z Kolorado ku dzikiemu miastu Deadwood na Terytoriach Indiańskich. W Cheyenne, Wyoming Dziki Bill Hickok dołączył do wozów Uttera, a w Fort Laramie dołączyła do nich Calamity Jane. Wozy przybyły do Deadwood w lipcu 1876 roku, a Utter wkrótce stworzył wielce dochodowe ekspresowe połączenie pocztowe z Cheyenne, pobierając opłatę w wysokości 25 centów za dostarczenie listu, przy czym jednorazowo przewoził do 2000 listów w każdą stronę.

## Po śmierci Hickoka
Utter od jakiegoś czasu przyjaźnił się z Hickokiem i nieustannie pilnował, by alkohol i hazard nie doprowadziły przyjaciela do fatalnego dlań końca. Tak się złożyło, że 2 sierpnia, gdy Hickok został zastrzelony podczas gry w karty przez Jacka McCalla, nie było go w mieście. Utter po powrocie zabrał ciało Hickoka z kostnicy, a w lokalnej gazecie „Black Hills Pioneer” zamieścił następujący anons:
„Zmarł w Deadwood, Black Hills, 2 sierpnia 1876, w wyniku strzału z pistoletu, J. B. Hickok (Wild Bill) pochodzący z Cheyenne, Wyoming. Uroczystości żałobne odbędą się w obozie Charliego Uttera, w czwartek po południu, 3 sierpnia 1876, o 3 po południu. Prosimy wszystkich o przybycie”.
Żałobników przybyło bardzo wielu; Utter pochował Hickoka na miejscowym cmentarzu, a nad grobem umieścił drewniany nagrobek z napisem:
"Dziki Bill, J. B. Hickok, zabity przez mordercę Jacka McCalla w Deadwood, Black Hills, 2 sierpnia 1876. Kolego, spotkamy się znów na wiecznych łowach, by się już więcej nie rozłączyć. Żegnaj. Colorado Charlie, C. H. Utter”.
Utter wyjechał do Kolorado, ale wrócił w roku 1878 by przenieść resztki Hickoka, na prośbę Calamity Jane, do nowego grobu na cmentarzu Mount Moriah.

## Dalsze dzieje
W lutym tegoż roku Utter nabył „Eaves Saloon” w Gayville, ale nie wiodło mu się. Został oskarżony o sprzedawanie alkoholu bez licencji, jak również o prowadzenie niezgodnie z przepisami lokalu tanecznego. Wrócił więc do Deadwood, ale wkrótce potem (26 września 1879) wybuchł tam wielki pożar, który pochłonął większość zabudowań i zmusił do opuszczenia Deadwood wielu dotychczasowych mieszkańców. W związku z tym, że Deadwood przestało już być kresową osadą, gdzie fortuny dawało się budować (i odbudowywać) z niczego, nowo zubożeni górnicy ruszyli szukać szczęścia gdzie indziej, a Utter wraz z nimi: najpierw w lutym 1880 do Leadville w stanie Kolorado, następnie do Durango, aż w końcu do Socorro w Nowym Meksyku, gdzie otworzył saloon. Dalszych jego losów nie znamy.

## Osobowość
Utter miał niewiele ponad 165 cm wzrostu. Bardzo dbał o swój wygląd, co w tym miejscu i w tych czasach było czymś niezwykłym. Miał długie, falujące, zawsze dobrze ułożone blond włosy i wąsy, nosił ręcznie szyte, ozdobione frędzlami skórzane kurtki, dobre gatunkowo lniane koszule, na nogach wyszywane paciorkami mokasyny, a jego pas zdobiła wielka, srebrna klamra. Po bokach zwieszały się dwa rewolwery Colta wykładane złotem, srebrem i macicą perłową. Do jego namiotu nikt, nawet Hickok, nie miał wstępu, narażając się w przeciwnym wypadku na strzał; spał w pościeli najlepszej jakości, sprowadzanej specjalnie dla niego z Kalifornii. Zawsze woził ze sobą lustro, grzebienie, nożyczki i codziennie brał kąpiel.
Utter został sportretowany w serialu telewizyjnym HBO Deadwood. Odtwarzał go aktor Dayton Callie.